# Gedding

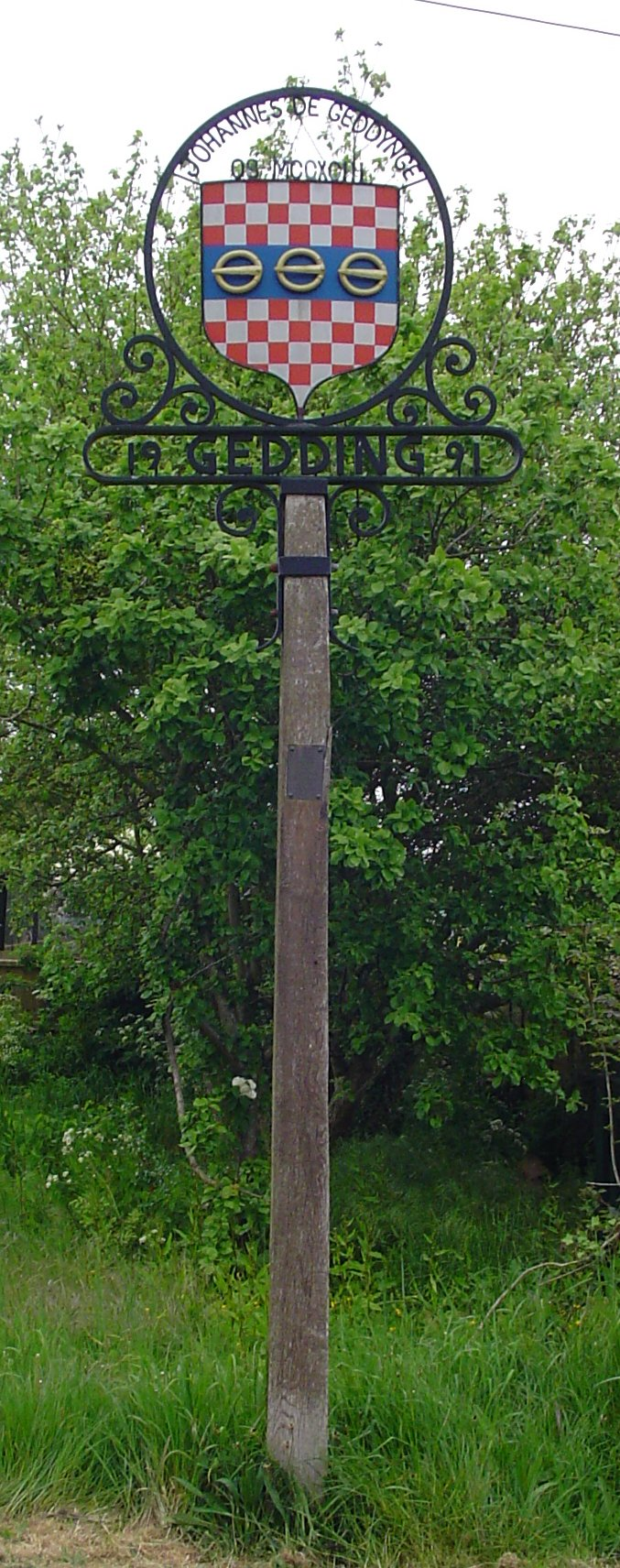
Gedding

Gedding är en by och en civil parish i Mid Suffolk i Suffolk i England. Orten har 118 invånare (2001). Den har en kyrka.